# Okręg Weinfelden
Weinfelden (niem. Bezirk Weinfelden) – okręg w Szwajcarii, w kantonie Turgowia. Siedziba administracyjna okręgu znajduje się w miejscowości Weinfelden.  
Okręg składa się z 18 gmin (Gemeinde) o powierzchni 227,08 km² i o liczbie mieszkańców 57 264.

## Gminy
1. Affeltrangen
2. Amlikon-Bissegg
3. Berg
4. Birwinken
5. Bischofszell
6. Bürglen
7. Bussnang
8. Erlen
9. Hauptwil-Gottshaus
10. Hohentannen
11. Kradolf-Schönenberg
12. Märstetten
13. Schönholzerswilen
14. Sulgen
15. Weinfelden
16. Wigoltingen
17. Wuppenau
18. Zihlschlacht-Sitterdorf